# Musée de la médecine d'Helsingborg
Le musée de la médecine d'Helsingborg (Helsingborgs medicinhistoriska museum) est un musée consacré à l'histoire de la médecine à Helsingborg (Suède).